# Churchillbrug

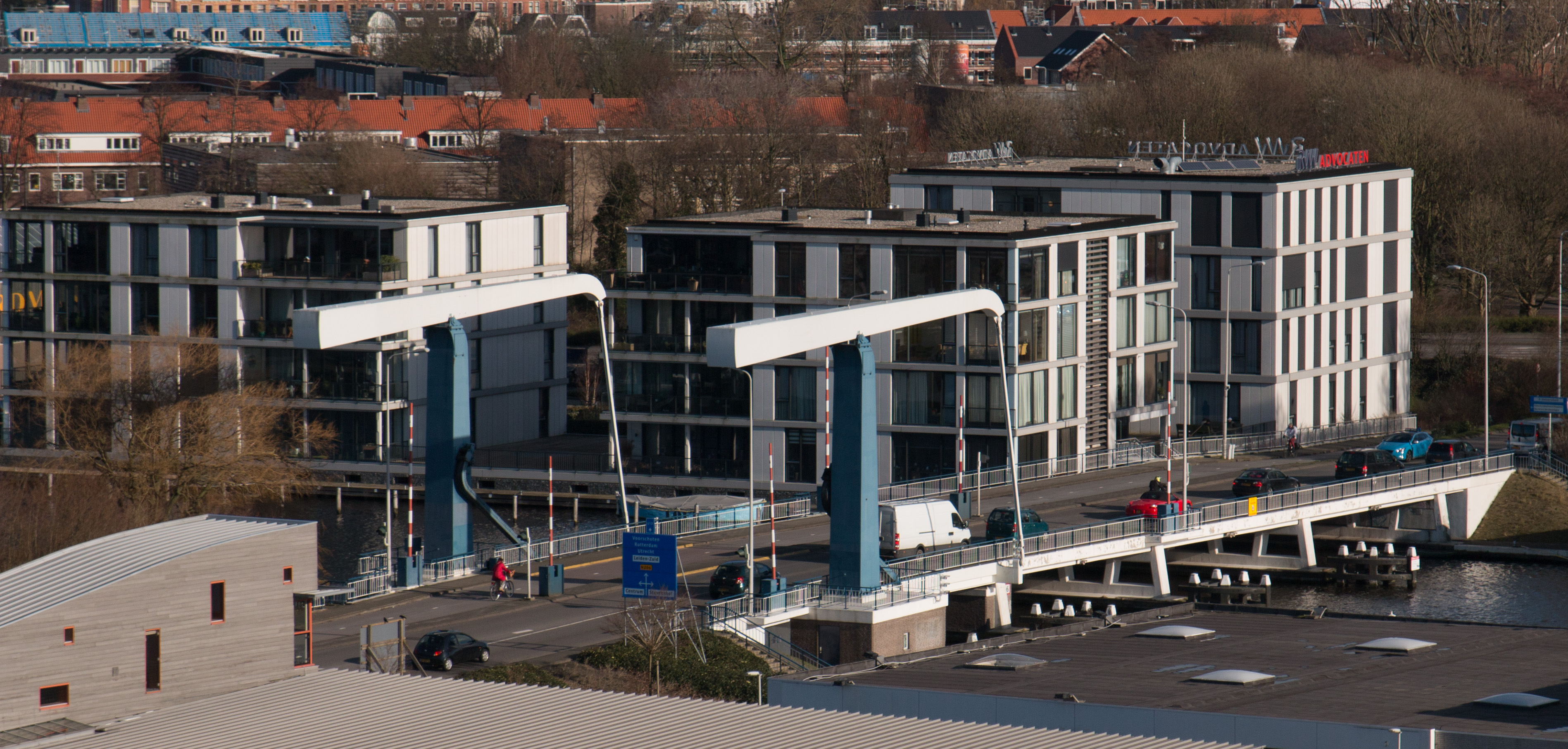
Churchillbrug

De Churchillbrug in de Nederlandse stad Leiden is een beweegbare brug over de Oude Rijn en is onderdeel van de provinciale weg 206 (N206), ter plaatse Churchilllaan en Doctor Lelylaan geheten. De brug, die op 2 november 1984 werd geopend, verbindt het Morskwartier met Leiden Zuidwest.